# Alfred Poulin
Alfred A. Poulin, Jr. ou A. Poulin (1938–1996) foi um poeta, tradutor e editor americano conhecido por sua tradução das Elegias de Duino, de Rainer Maria Rilke, e Sonetos a Orfeu. Poulin estudou no St. Francis College, em Maine, na Universidade Loyola, em Chicago, Illinois, e na Oficina de Escritores da Universidade de Iowa. Mais tarde, ele lecionou na Universidade Estadual de Nova Iorque em Brockport. Seu trabalho de tradução se concentrou na tradução de poesia do francês e do alemão para o inglês.

## Trabalho

### Poesia
- 1978: The Nameless Garden
- 1987: Momentary Order
- 1991: Cave Dwellers: Poems
- 2001: Selected Poems (póstumo)

### Traduções
- 1994: Hébert, Anne. Day Has No Equal But Night (Rochester, NY: BOA Editions). ISBN 978-1880238059
- 1988: Hébert, Anne. Selected Poems. Traduzido por A. Poulin Jr.. (Toronto: Stoddart, 1988). ISBN 0-7737-5174-2
- 1975: Rilke, Rainer Maria. Duino Elegies and The Sonnets To Orpheus traduzido por Alfred Poulin, Jr. (Boston: Houghton Mifflin Company). ISBN 0-395-25058-7